# Cmentarz żydowski w Puńsku
Cmentarz żydowski w Puńsku – znajduje się przy drodze do Romaniuk. Zachowało się około dziesięciu macew lub ich fragmentów. Teren nekropolii obejmuje około 0,66 ha i jest ogrodzony murem. Nie jest znana data powstania cmentarza.